# Исаев, Видади Иса оглы
Видади Иса оглы Исаев (азерб. Vidadi İsa oğlu İsayev; род. 18 апреля 1959, Артаван, Азизбековский район) — глава исполнительной власти Бардинского района.

## Биография
Родился 18 апреля 1959 года в селе Артаван Азизбековского района Армянской ССР. В 1980 году окончил Азербайджанский педагогический институт.
С 1980 по 1985 год являлся учителем истории средней школы с. Карадеин Агдашского района.
С 1986 по 2004 год являлся заведующим Евлахским филиалом Центрального государственного архива Азербайджана.
С 2004 по 2005 год являлся заместителем главы исполнительной власти г. Евлах по вопросам образования, здравоохранения и культуры.
Глава исполнительной власти Тертерского района (19 июля 2005 — 3 марта 2011).
Глава исполнительной власти Бардинского района (с 3 марта 2011).
Кандидат исторических наук.
Член партии «Новый Азербайджан».

## Награды
- Орден «Труд» II степени (21 декабря 2017, за заслуги в развитии сельского хозяйства в Азербайджанской Республике)[4]
- Орден «За службу Отечеству» II степени (17 апреля 2019, за активное участие в общественно-политической жизни Азербайджанской Республики)[5]